# У них есть Родина
«У них есть Родина» — советский художественный фильм, снятый на Московской киностудии художественных фильмов им. М. Горького Александром Файнциммером и Владимиром Легошиным в 1949 году по пьесе Сергея Михалкова «Я хочу домой».
В 1951 году за постановку этого фильма режиссёры были удостоены Сталинской премии третьей степени.

## Краткое содержание
Советские разведчики Добрынин и Сорокин разыскивают на территории Западной Германии оказавшийся под присмотром английской разведки сиротский приют с советскими детьми и добиваются возвращения детей на родину.

## В ролях
- Наташа Защипина — Ира Соколова
- Лёня Котов — Саша Бутузов
- Павел Кадочников — подполковник Алексей Петрович Добрынин
- Вера Марецкая — Мать Саши Бутузова
- Всеволод Санаев — майор Всеволод Васильевич Сорокин
- Лидия Смирнова — воспитательница детского дома Смайда
- Геннадий Юдин — шофёр Курт
- Фаина Раневская — хозяйка кафе фрау Вурст
- Владимир Соловьёв — Упманис
- Михаил Астангов — шеф приюта капитан Роберт Скотт
- Виктор Станицын — полковник Баркли
- Александр Хохлов — Кук
- Вергилий Рэнин — капитан Джонсон
- Юдифь Глизер — журналистка Додж

## Съёмочная группа
- Постановка — Александра Файнциммера, Владимира Легошина
- Автор сценария — Сергей Михалков
- Главный оператор — Александр Гинцбург
- Художник — Александр Дихтяр
- Композитор — Арам Хачатурян
- Звукооператор — Дмитрий Флянгольц
- Режиссёр — Владимир Герасимов
- Оператор — Георгий Гарибян
- Художник по костюмам — Зинаида Свешникова
- Директор картины — Г. Харламов
- Оркестр Министерства кинематографии СССР
- Дирижёр — Григорий Гамбург